# NK Omladinac Ciglenik-Bečic
NK Omladinac Ciglenik - Bečic je nogometni klub iz Ciglenika.
U sezoni 2020./21. se natječe se u 3. ŽNL Brodsko-posavske.
Sportsko društvo "Omladinac", unutar kojeg djeluje i nogometni klub "Omladinac" Ciglenik-Bečic, osnovano je 1957. godine. Prvi predsjednik bio je Stjepan Cerković. Osim nogometne ekipe društvo su činile još ekipe u odbojci, šahu, trčanju na 100 metara, skoku u dalj i natezanju konopa. Ekipe su se natjecale i na Seoskim sportskim igrama. Stanku u radu zbog nedostatka sredstava nogometni klub je imao da 1974. godine. Tada započinje s natjecanjem u Općinskoj ligi Slavonski Brod do Domovinskog rata. Od 1991. do 1993. zbog ratnih okolnosti nema natjecanja. 1993. osnivaju se županijske lige i NK "Omladinac" nastavlja s natjecanjem u 3. ŽNL - Zapad nogometnog saveza Nove Gradiške. U sezoni 1994./1995. zauzima prvo mjesto i ulazi u viši rang natjecanja 2. ŽNL - Zapad. Klub je zauzimao pozicije pri sredini ljestvice. Najuspješnija sezona u povijesti kluba bila je ona 1999./00. kada klub zauzima prvo mjesto i ulazi u 1. ŽNL. U toj sezoni pamtit će se odlučujuća utakmica protiv NK "Budućnosti" iz Rešetara koju je "Omladinac" dobio 1:0 (gol Marosavljevića). Klub tada ima dvije mlađe kategorije igrača i uspješno se nosi s ekipama iz većih centara, s puno većim proračunom. Zbog financijske zahtjevnosti lige, u sezoni 2003./2004. klub se vraća u niži rang natjecanja. Klub se u Hrvatskom kupu dva puta u povijesti susretao s ekipama iz 2. HNL., a najatraktivnija do sada je bila utakmica protiv zagrebačkog "Dinama" predvođenog Ilijom Lončarevićem, za koji je tada nastupao mladi Eduardo da Silva.
Danas klub posjeduje novo igralište u centru sela, na njemu je 2006. godine postavljena i rasvjeta tako da su sve domaće utakmice sezone 2006./07. odigrane u večernjem terminu. Ujedno su to prve noćne nogometne utakmice u našoj županiji. Klub se u sezoni 2010./11. prebacio u 3. ŽNL - Centar gdje i danas uspješno nastupa. U lipnju 2011. započeta je i izgradnja istočne tribine za 200njak najvatrenijih gledatelja.
U srpnju 2016. došlo je do raskola u klubu, zbog neslaganja s politikom uprave te načinom vođenja kluba dio igrača i neke od klupskih legendi osnovali su nogometni klub "Ciglenik".